# Tour Anfibio
Tour Anfibio es el segundo tour internacional de la artista colombiana Shakira. Comenzó en marzo de 2000 y acabó en mayo del mismo año. Esta gira, que duró tres meses, la llevó por países latinoamericanos y también por varias ciudades de Estados Unidos. La gira fue patrocinada por Nokia y Calvin Klein. El Tour latinoamericano comenzó el 17 de marzo de 2000 en Lima, Perú y finalizó en Argentina.

## Banda para el Tour Anfibio
- Director Musical de Guitarras: Tim Mitchel.
- Batería: Brendan Buckley.
- Teclados y pianos: Albert Menendez.
- Guitarras: Adam Zimmon.
- Coros: Rita Quintero e Raúl Midón.
- Percusión: Ebenezer de Silva.
- Bajo: Ricardo Suárez.
- Violines: Debbie Spring

## Lista de canciones
| Lista original |
| --- |
| 1. Intro & ¿Dónde estás corazón? 2. Si te vas 3. Inevitable 4. ¿Dónde están Los ladrones? 5. Antología 6. Ojos Así 7. Octavo Día 8. Moscas En La Casa 9. Ciega, sordomuda 10. Tú 11. Alfonsina y el mar 12. Pies Descalzos, Sueños Blancos 13. Estoy Aquí 14. Sombra De ti 15. No Creo |

| Argentina |
| --- |
| 1. Intro & ¿Dónde estás corazón? 2. Si te vas 3. ¿Dónde Están Los Ladrones? 4. Inevitable 5. Antología 6. Moscas en la casa 7. Ciega, Sordomuda 8. Tú 9. Estoy Aquí 10. Alfonsina y el mar 11. Pies Descalzos, Sueños Blancos 12. Octavo Día 13. Ojos Así 14. Sombra de ti 15. No Creo |

## Grabaciones
El concierto en el Poliedro de Caracas, Venezuela, fue totalmente grabado y transmitido por Venevisión. Asimismo, el concierto en el Luna Park de Buenos Aires, Argentina, fue transmitido por el Canal Telefe, como un especial.